# Eurycephaloplectrus
Eurycephaloplectrus är ett släkte av steklar. Eurycephaloplectrus ingår i familjen finglanssteklar.
Kladogram enligt Catalogue of Life:
| Eurycephaloplectrus | \| \| Eurycephaloplectrus colombianus \| \| \| \| \| \| Eurycephaloplectrus natadae \| \| \| \| |
|                     | \| \| Eurycephaloplectrus colombianus \| \| \| \| \| \| Eurycephaloplectrus natadae \| \| \| \| |
|                     | Eurycephaloplectrus colombianus                                                                 |
|                     |                                                                                                 |
|                     | Eurycephaloplectrus natadae                                                                     |
|                     |                                                                                                 |